# Đê Ar
Đê Ar là một xã thuộc huyện Mang Yang, tỉnh Gia Lai, Việt Nam.
Xã Đê Ar có diện tích 89,13 km², dân số năm 1999 là 2201 người, mật độ dân số đạt 25 người/km².